# Roques de García

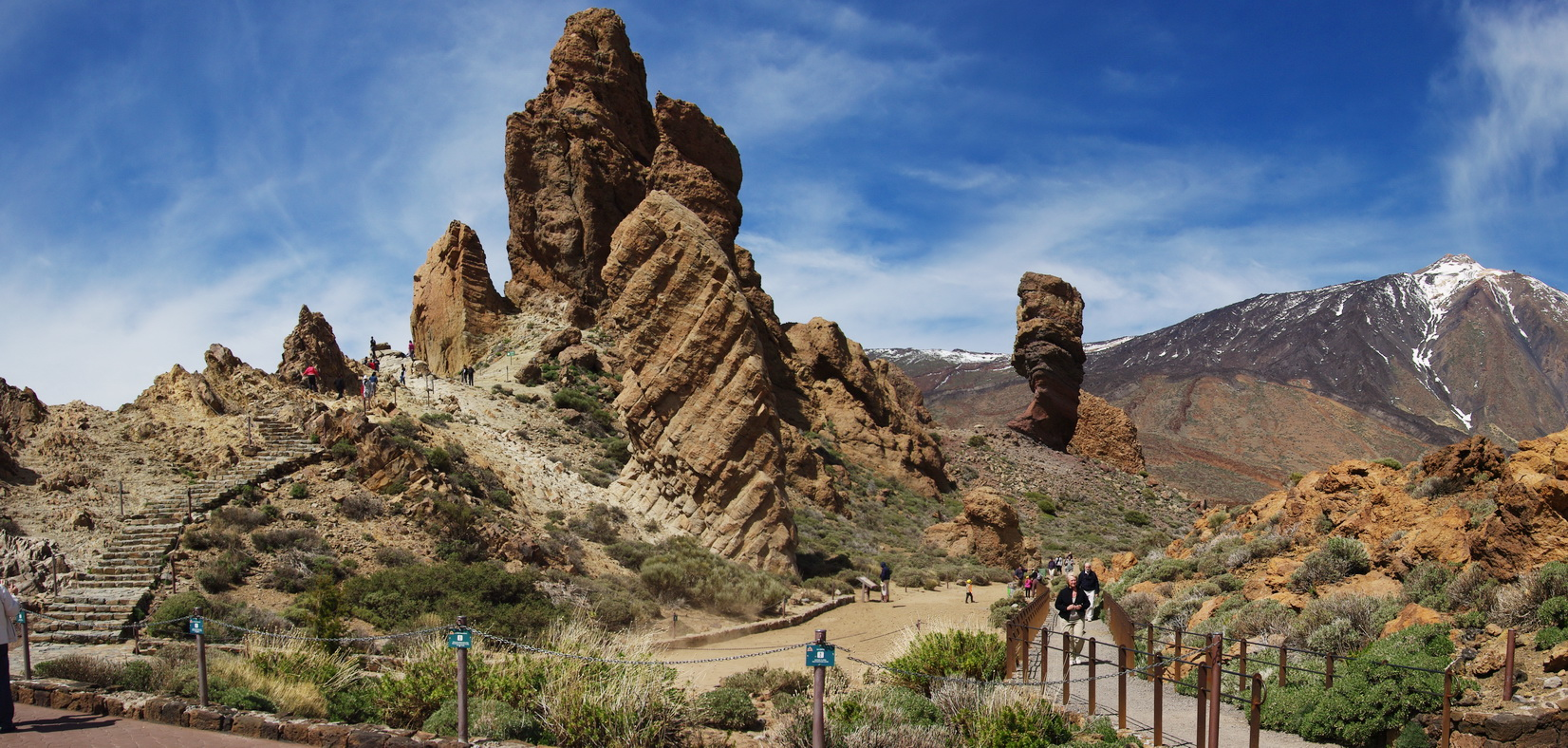
Panorámica de los Roques de García, en donde destacan el Roque Cinchado y el Teide.

Los llamados Roques de García son un conjunto de formaciones rocosas situadas en el parque nacional del Teide (Patrimonio de la Humanidad), situado en la isla canaria de Tenerife, en España.

## Características
Los roques se encuentran en una posición elevada, dominando el Llano de Ucanca, junto al parador de las Cañadas del Teide. Son unas enormes formaciones rocosas compuestas por la acumulación de varias capas de diferentes materiales, que antes de ser erosionadas formaban un muro que separaba las dos calderas de Las Cañadas. Efecto de esta prolongada erosión son las curiosas formas que actualmente se aprecian, siendo las más espectaculares el "Roque Cinchado", "La Catedral" y "La Cascada".  
Precisamente el Roque Cinchado es bastante diferente al resto de los Roques de García a pesar de formar parte de ellos, lo cual ha hecho que se considere un monumento natural distintivo y singular desde tiempos inmemoriales.

## Galería

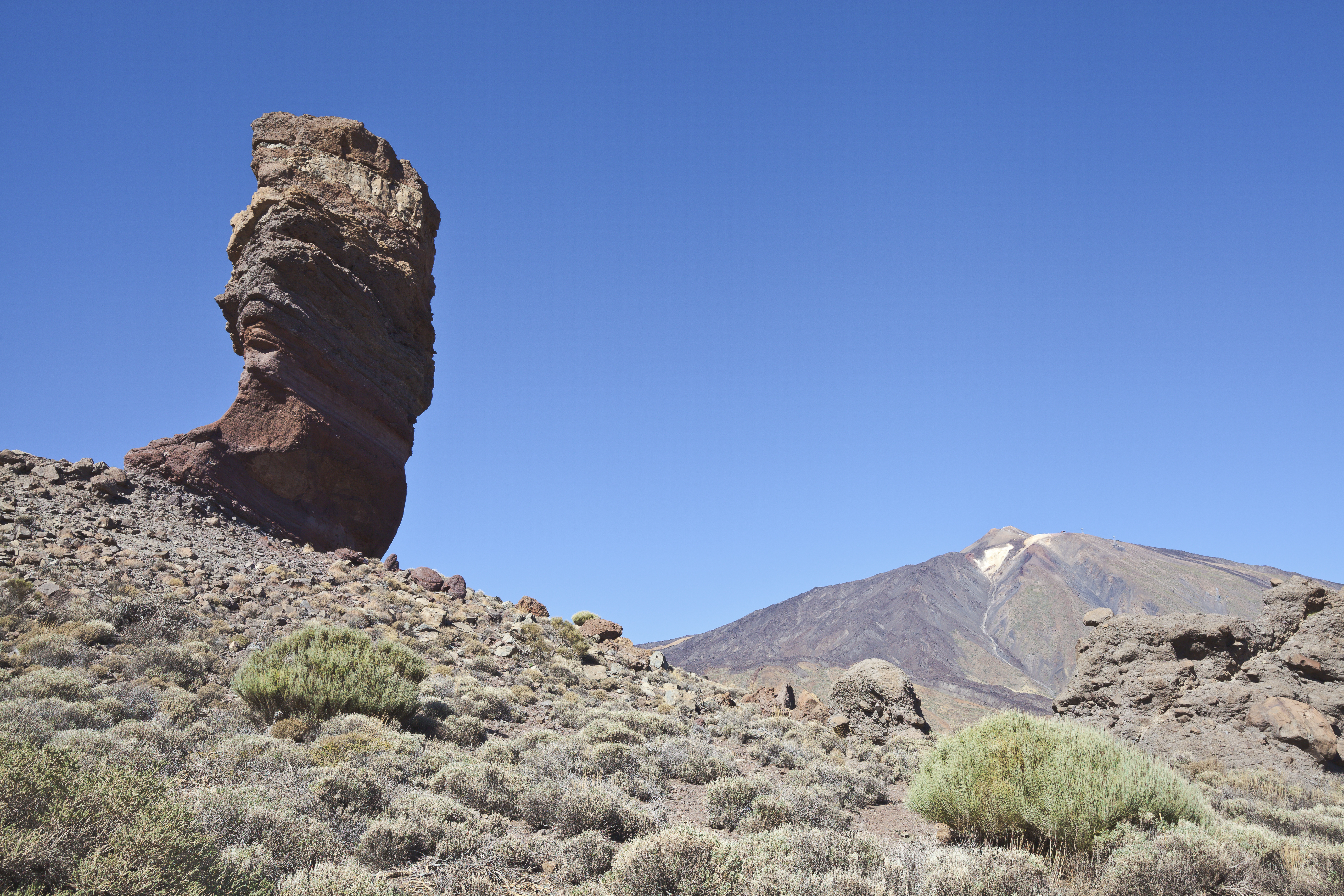
Roque Cinchado
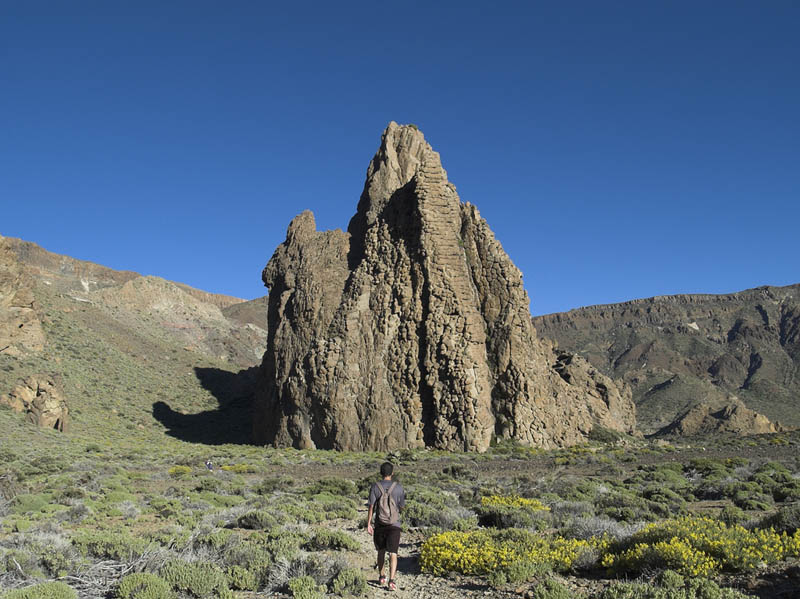
La Catedral
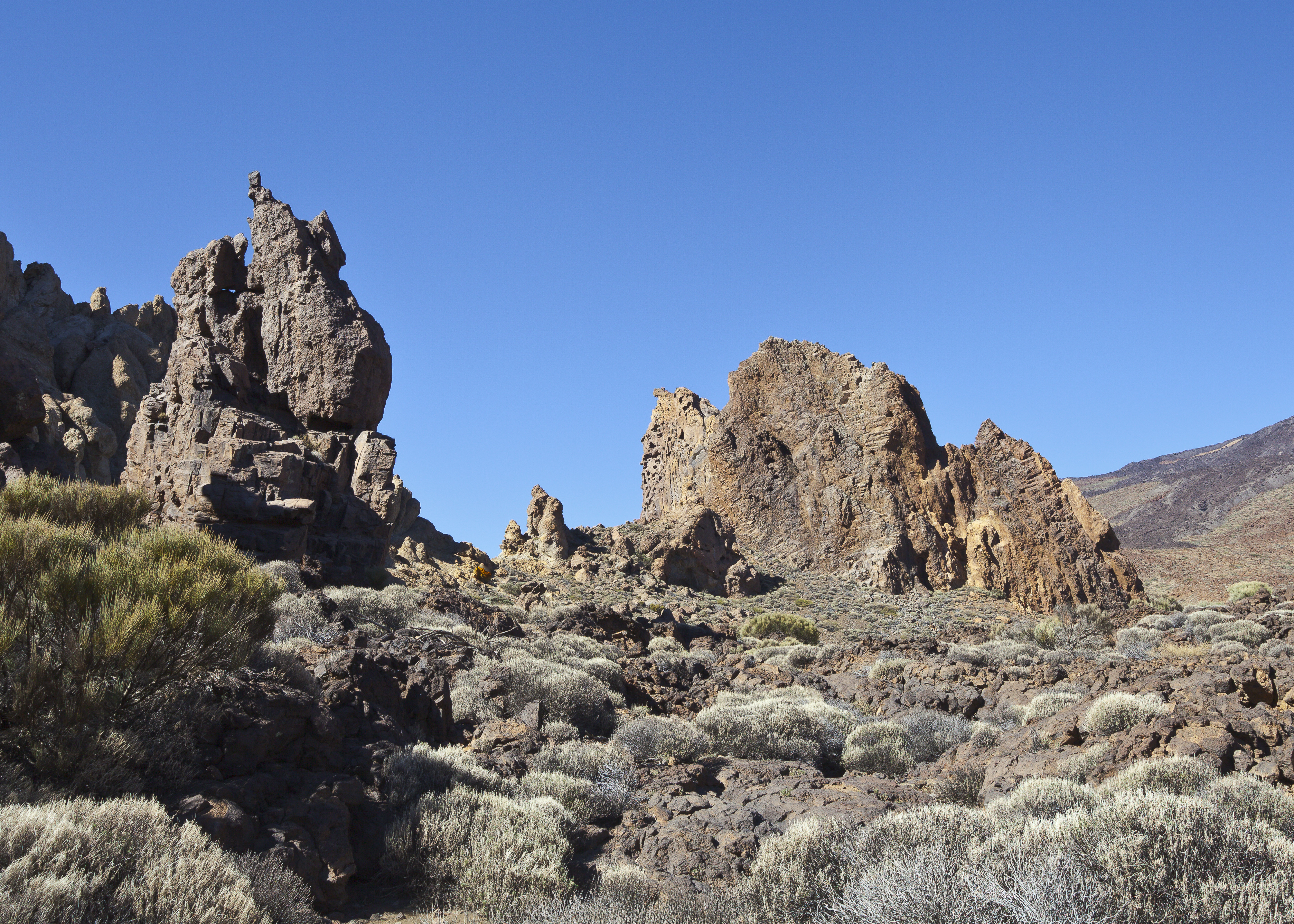
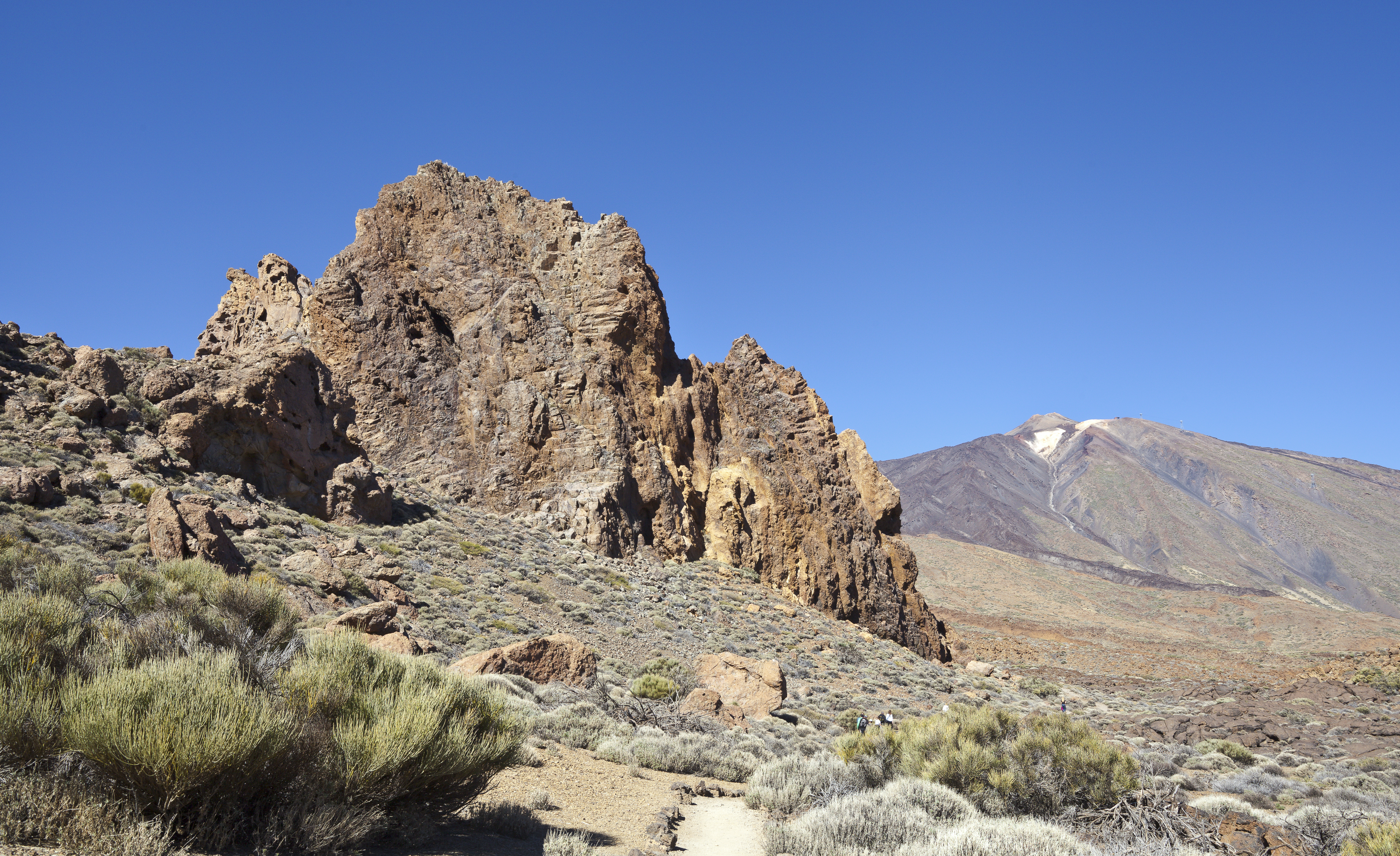
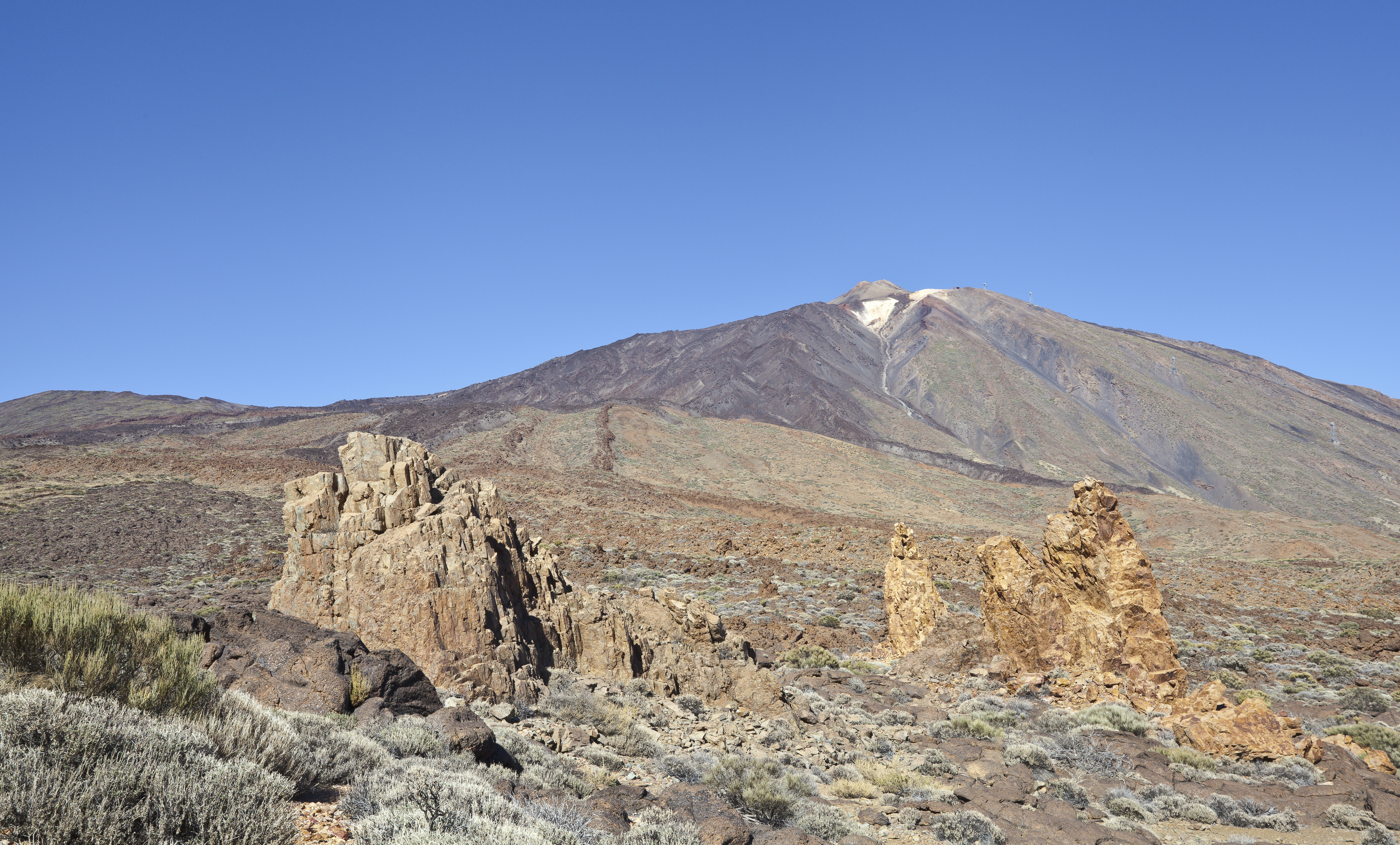
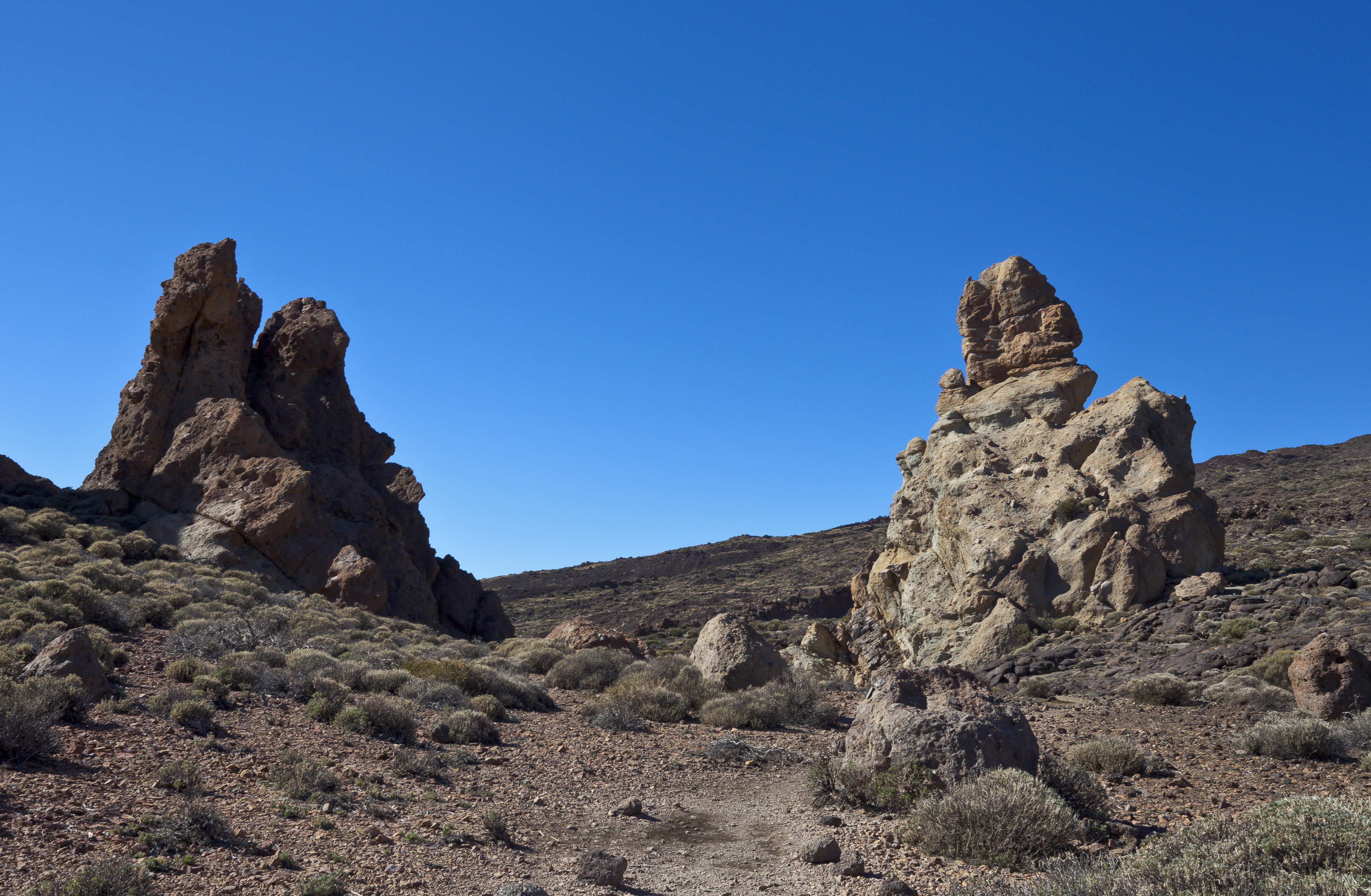
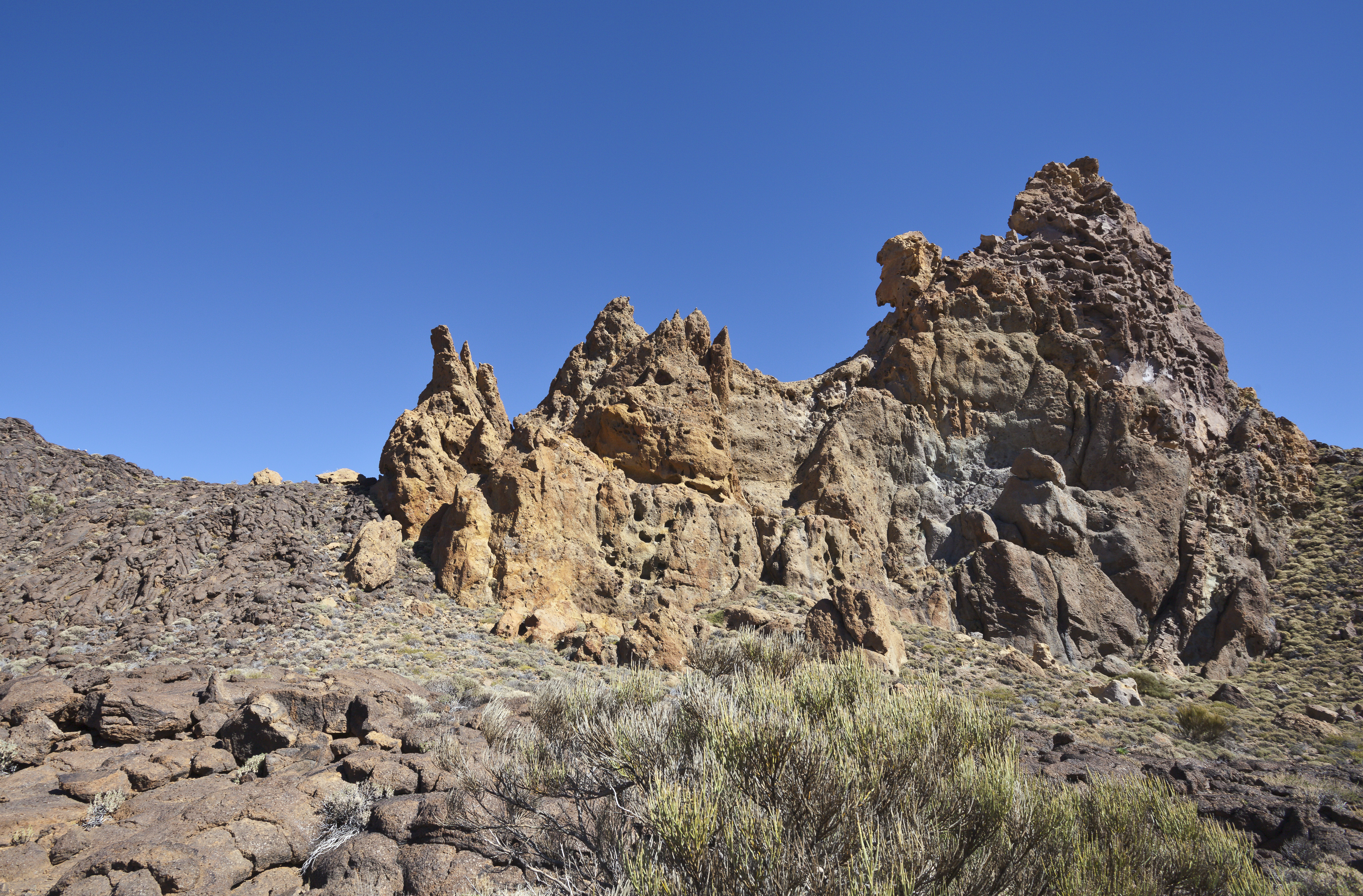
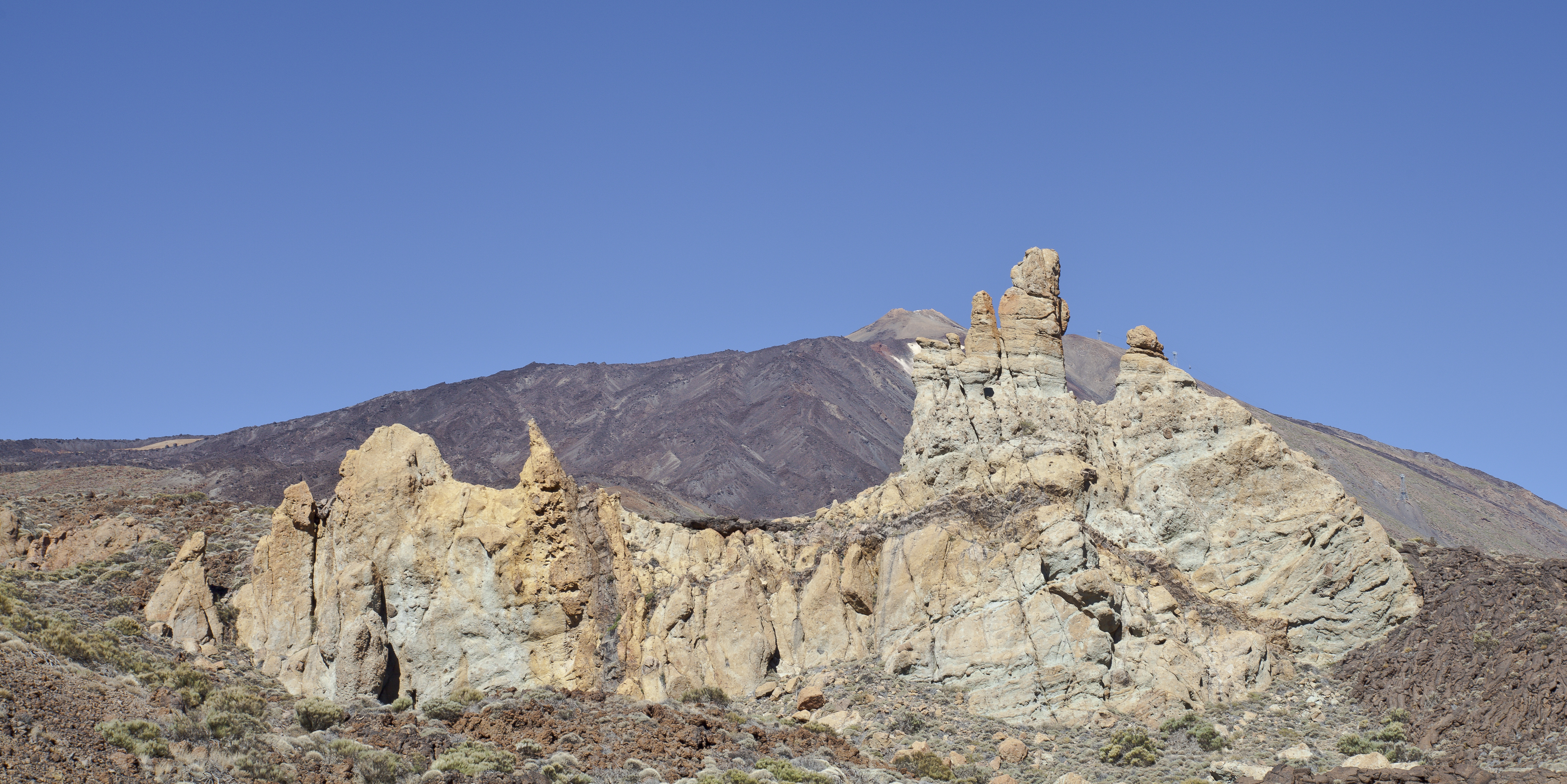
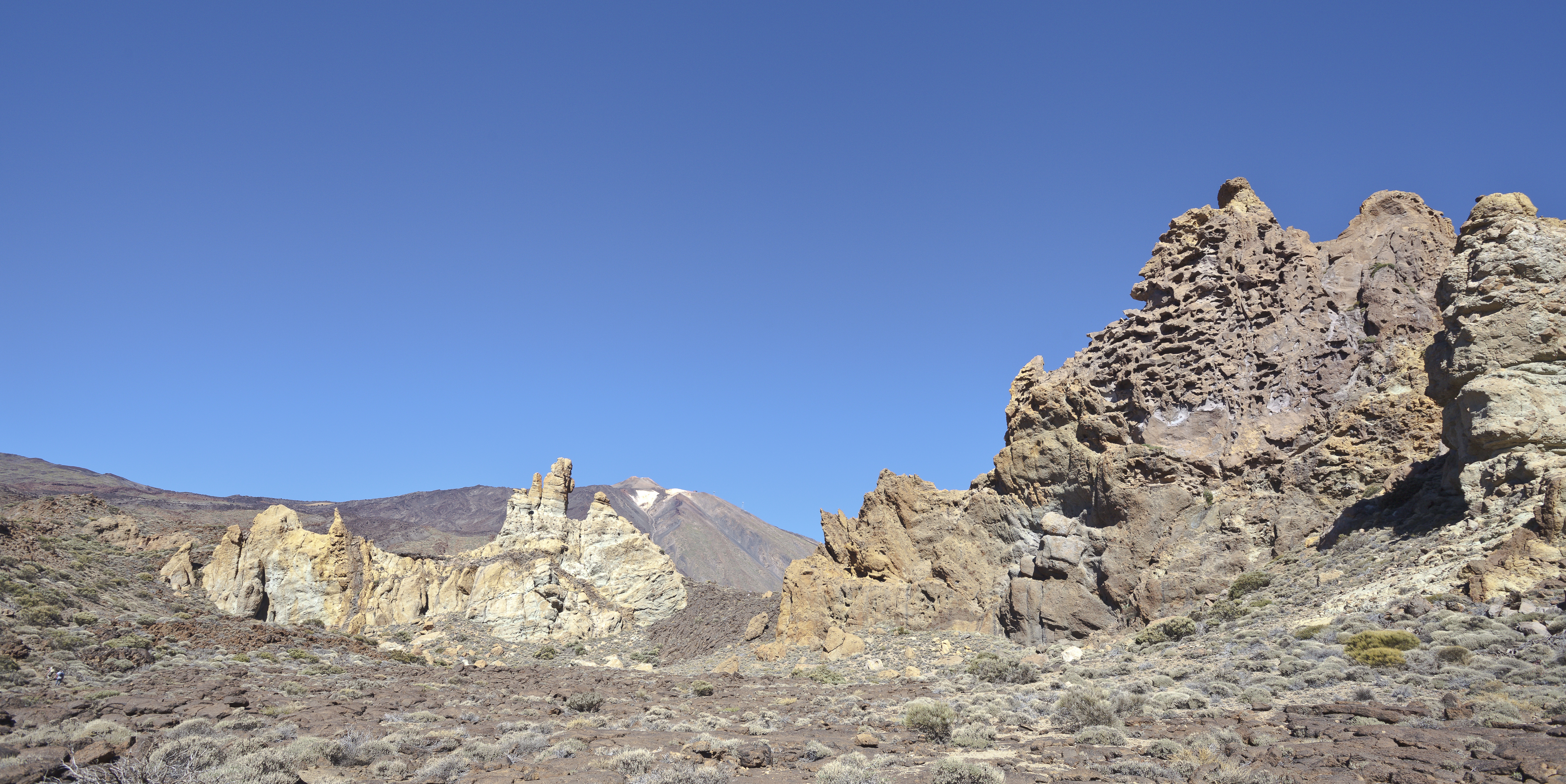